# St. Bonifatius (Bad Belzig)

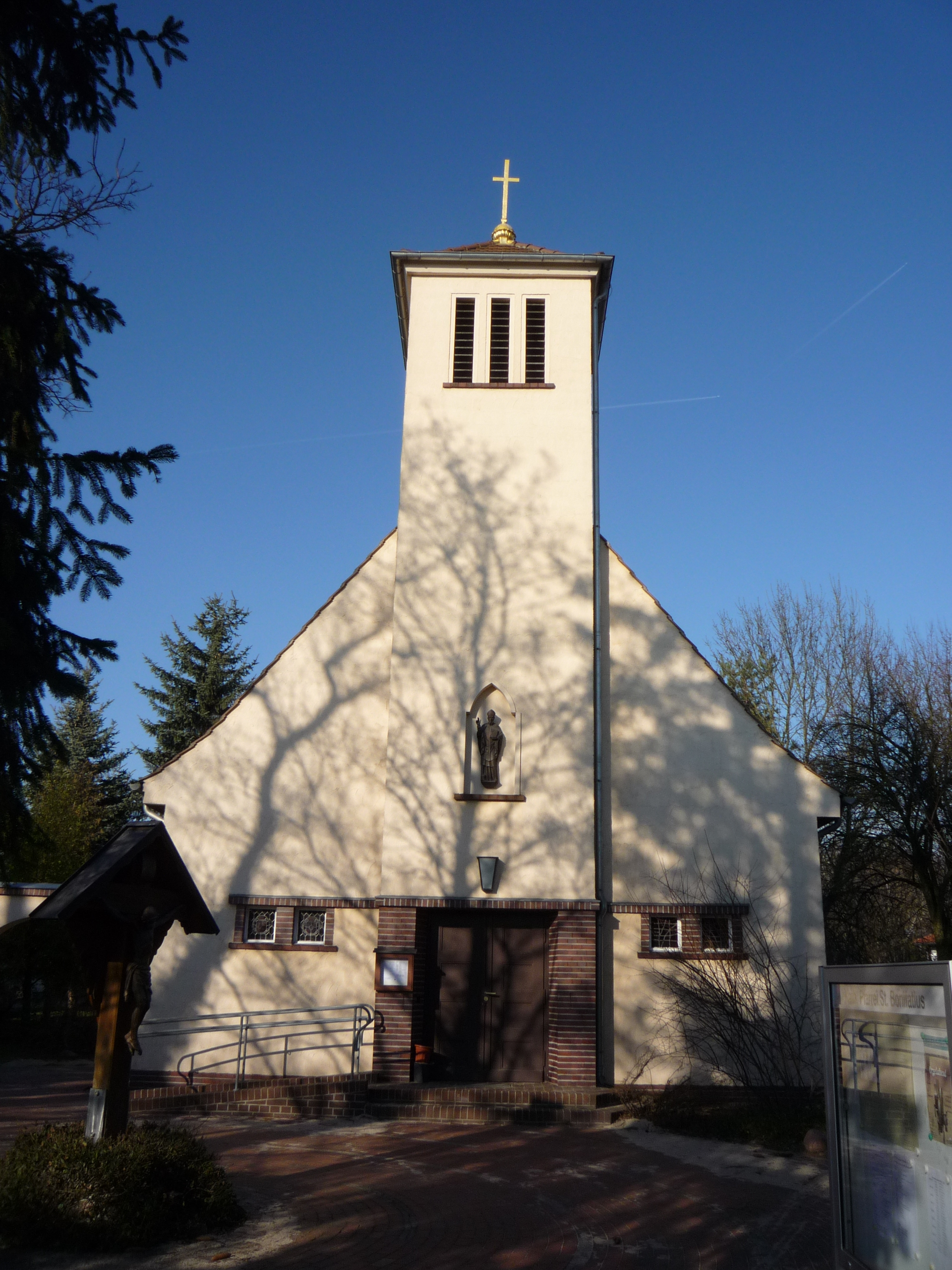
St. Bonifatius (Bad Belzig)

Die römisch-katholische Pfarrkirche St. Bonifatius steht in Bad Belzig, der Kreisstadt des Landkreises Potsdam-Mittelmark in Brandenburg. Die Pfarrei gehört zum Erzbistum Berlin.

## Beschreibung
Die Saalkirche wurde 1931/32 nach einem Entwurf von Karl Josef Erbs in Formen der Neuen Sachlichkeit erbaut. Sie besteht aus einem Langhaus, das mit einem Satteldach bedeckt ist, einem eingezogenen Chor im Norden, an dem die Sakristei angebaut ist, und einem in das Langhaus eingestellten Fassadenturm im Süden, in dem sich das Portal, und darüber in einer Nische die Statue des Bonifatius befinden. 
Der Innenraum des Langhauses ist mit einem Tonnengewölbe überspannt. Das Altarkreuz entstand 1932. Die von Egbert Lammers gestalteten Glasmalereien wurden von Puhl & Wagner eingebaut.